# PIP (ген)
PIP (англ. Prolactin induced protein) – білок, який кодується однойменним геном, розташованим у людей на короткому плечі 7-ї хромосоми. Довжина поліпептидного ланцюга білка становить 146 амінокислот, а молекулярна маса — 16 572.
| 10         |  | 20         |  | 30         |  | 40         |  | 50         |
| ---------- |  | ---------- |  | ---------- |  | ---------- |  | ---------- |
| MRLLQLLFRA |  | SPATLLLVLC |  | LQLGANKAQD |  | NTRKIIIKNF |  | DIPKSVRPND |
| EVTAVLAVQT |  | ELKECMVVKT |  | YLISSIPLQG |  | AFNYKYTACL |  | CDDNPKTFYW |
| DFYTNRTVQI |  | AAVVDVIREL |  | GICPDDAAVI |  | PIKNNRFYTI |  | EILKVE     |

A: Аланін

C: Цистеїн

D: Аспарагінова кислота

E: Глутамінова кислота

F: Фенілаланін

G: Гліцин

I: Ізолейцин

K: Лізин

L: Лейцин

M: Метіонін

N: Аспарагін

P: Пролін

Q: Глутамін

R: Аргінін

S: Серин

T: Треонін

V: Валін

W: Триптофан

Білок має сайт для зв'язування з молекулою актину. 
Секретований назовні.